# 普萊森特維尤鎮區 (堪薩斯州切羅基縣)
普萊森特維尤鎮區（英語：Pleasant View Township）為美國堪薩斯州切羅基縣的鎮區。2010年美国人口普查中該鎮區人口有627人。

## 地理
普萊森特維尤鎮區涵蓋面積135.83平方（52.44平方英里），境內無城市設立。

### 墓園
根據美國地質調查局的資料，此鎮區擁有4座墓園：
- 伯德墓園（Bird Cemetery）
- 克羅克墓園（Crocker Cemetery）
- 隆奧克墓園（Lone Oak Cemetery）
- 舊普萊森特維尤墓園（Old Pleasant View Cemetery）

### 溪流
通過此鎮區的溪流有：
- 布拉什溪（Brush Creek）
- 隆支流（Long Branch）
- 泰勒支流（Taylor Branch）

## 人口統計
根據2010年美國人口普查，普萊森特維尤鎮區人口有627人，住房281戶，人口密度為4.62人/每平方公里。此鎮區居民之種族有96.33%為白人；0.8%為非裔美洲人；0.48%為美洲原住民；0%為亞洲人；0%為太平洋島民；0%為其他種族；另外有2.39%為混血種族。而西班牙裔或拉丁裔美洲人佔此鎮區人口的2.55%。

## 外部連結
- City-Data.com （页面存档备份，存于）